# Spirostomidae
Famille
Les Spirostomidae sont une famille de Ciliés de la classe des Heterotrichea et de l’ordre des Heterotrichida.

## Étymologie
Le nom de la famille vient du genre type Spirostomum, dérivé du grec σπεῖρα / speíra, « spirale », et στομα / stoma, « bouche », sans doute en référence à la spirale formée par les cils du péristome (zone buccale).

## Description
Selon Kahl (1932) le genre type Spirostomum est un infusoire allongé, cylindrique, latéralement plus ou moins aplati, dont l'ectoplasme a une forte contractilité en raison de fortes fibrilles de myonème qui longent étroitement les rangées de cils. Cela produit soudainement une sorte de réaction de sursaut et a pour effet de tordre le corps qui se clive en spirale.
Des stries intermédiaires forme une granulation alvéolaire dense caractéristique de nombreuses hétérotriches ; les organismes apparaissent donc foncés, jaunâtres à brunâtres. La vacuole est terminale et étonnamment grande ; elle se remplit à partir d'un canal qui s'étend dorsalement à l'extrémité antérieure. 
Le noyau est tantôt une structure en forme de chapelet, tantôt unitaire. Le micronucleus est probablement toujours structuré en petits morceaux.
Les cils sont courts et extrêmement denses, disposés en rangées modérément larges ; à l'extrémité postérieure, ils ont un effet thigmotactique, et il semble susceptibles de sécréter des filaments ressemblant à du mucus. 
Le péristome est très densément cilié, formant une membranelle ; des rangées de cils enroulés en spirale mènent à la bouche.

## Habitat
Kahl signale Spirostomum dans les milieux sapropèles (sédiments boueux) ou dans les mares à Phragmites (roseaux).

## Liste des genres
Selon GBIF (4 février 2023) :
- Apgaria Stokes, 1884
- Blepharisma Perty, 1849
- Gruberia Kahl, 1932
- Propygocirrus Mansfeld, 1923
- Pseudobuetschlia
- Spirostomum Ehrenberg, 1834 genre type
- Spirstomum = Spirostomum

## Systématique
Le nom valide de ce taxon est Spirostomidae Stein, 1867.